# Icht
Icht (en tamazight : ⵉⵛⵜ, en arabe : اشت) est un village au sud du Maroc, dans la province de Tata, rattachée à la région du Souss-Massa. Icht fait partie du pachalik de Fam el Hisn, en étant situé à 8,8 kilomètres à l'est de cette dernière. Icht se trouve entre le désert du Sahara et le versant sud de l'Anti-Atlas, au pied du Jbel Bani.
Le village est situé près de l'intersection entre la N17 et la 102, à mi‑chemin sur la route qui va de Tata (145 km au nord‑est) à Guelmim (140 km à l'ouest), pas loin de la frontière algérienne (env. 40 km au sud‑est). 
Icht est un site touristique connu, de par son oasis, l'un des plus beaux de la province, mais également par ses gravures rupestres, véritables vestiges préhistoriques de la région Bani-Drâa.